# Taringa faba
Taringa faba is een slakkensoort uit de familie van de Discodorididae. De wetenschappelijke naam van de soort is voor het eerst geldig gepubliceerd in 1985 door Ballesteros, Llera & Ortea.